# Condado de Krapina-Zagorje
El condado de Krapina-Zagorje (en croata: Krapinsko-zagorska županija) es un condado croata situado en el norte de Croacia. Engloba la región histórica de Hrvatsko Zagorje (Zagorje Croata). El condado tiene una superficie de 1.230 km² y 142.432 habitantes (censo de 2001). Su capital es Krapina.
El condado limita al noroeste con el condado de Varaždin, al suroeste y al sureste con el condado de Zagreb y al sur con la ciudad de Zagreb.

## Ciudades y municipios
El condado de Krapina-Zagorje comprende 7 ciudades y 25 municipios (los datos de población son del censo de 2001):

### Ciudades
- Donja Stubica 5.930
- Klanjec 3.234
- Krapina 12.950
- Oroslavje 6.253
- Pregrada 7.165
- Zabok 9.365
- Zlatar 6.506

### Municipios
- Bedekovčina 8.482
- Budinščina 2.793
- Desinić 3.478
- Đurmanec 4.481
- Gornja Stubica 5.726
- Hrašćina 1.826
- Hum na Sutli 5.476
- Jesenje 1.643
- Konjščina 4.074
- Kraljevec na Sutli 1.815
- Krapinske toplice 5.744
- Kumrovec 1.854
- Lobor 3.669
- Mače 2.715
- Marija Bistrica 6.612
- Mihovljan 2.234
- Novi Golubovec 1.073
- Petrovsko 3.022
- Radoboj 3.513
- Stubičke toplice 2.752
- Sveti Križ Začretje 6.619
- Tuhelj 2.181
- Veliko Trgovišće 5.220
- Zagorska Sela 1.197
- Zlatar Bistrica 2.830